# Rozengaard (Brunssum)
Rozengaard (vaak De Rozengaard genoemd, dus met lidwoord) is een buurt in de wijk Brunssum Noord. De Rozengaard ligt aan de uitvalsweg N274.

## Historie
De Rozengaard is een voormalige mijnwerkerskolonie naar ontwerp van Jan Stuyt en is gebouwd tussen 1917 en 1920. De wijk kent 37 verschillende woningtypes. Stuyt streefde naar een intieme wijk met een dorps karakter en bereikte dat door de aanleg van pleintjes en knikkende straten; om het straatbeeld te verlevendigen hanteerde hij verschillende bouwhoogtes en materiaalkeuzes voor de woningen.
Sinds 21 januari 2009 is de buurt een beschermd dorpsgezicht.

## Etymologie
De buurt is genoemd naar het voormalige Kasteel Rozengaard, dat vroeger in Brunssum lag en in bezit was van de adellijke familie De Vos. 

## Straten in de Rozengaard
- De Negristraat
- Dorpstraat (deels onderdeel van de Rozengaard)
- Heufstraat
- Heulenderstraat
- Houserstraat
- Jonker Cluttstraat
- Jonker van Weerststraat
- Kasteelstraat
- Merkelbeekerstraat
- Poststraat
- Ridder Vosstraat
- Rozengaardstraat
- Schinvelderstraat
- Veldstraat
- Vossenleen